# Václav Payer z Lokte
Václav Payer z Lokte (1488, Loket, Království české – 1537), latinsky Wenceslaus Payer de Cubito, byl středověký český lékař a balneolog. V České republice je znám především jako pokrokový lékař a autor latinského spisu o karlovarské léčbě a využití karlovarských vod, nazvaného Tractatus de Termis Caroli Quarti Imperatoris. Tento spis byl vydán v roce 1522 a v roce 1984 byl prvně přeložen do češtiny pod názvem Pojednání o Karlových Varech z r. 1522.

## Studium
Václav Payer studoval medicínu nejprve v Lipsku. Protože výuka medicíny na německých univerzitách byla tehdy na velmi nízké úrovni (např. anatomie a chirurgie nebyla na lipské univerzitě vůbec zařazena), často absolventi pokračovali na zahraničních univerzitách, nejčastěji v Itálii. Též Václav Payer v roce 1519 odešel do Itálie, nejenom však pro pokračování ve studiu medicíny na boloňské univerzitě, ale také proto, aby poznal různé místní teplé lázně a mohl porovnat jejich účinnost s účinností karlovarského Vřídla. Chtěl vše podrobně popsat a postarat se o jeho účinnější využití.
Na univerzitě v Boloni získal doktorát medicíny. Titul doktora byl tehdy nejvyšší akademickou hodností, která vynášela stavovské povýšení (doktoři byli na úrovni nižší šlechty). Doklady o promoci v Itálii byly uznávány i v Německu a doktor Václav Payer od roku 1521 vyučoval na lipské lékařské fakultě.

## Dílo
V létě roku 1520 navštívil řadu italských lázní. Poznatky z těchto cest zpracoval ve spisu Pojednání o Karlových Varech z r. 1522. V prosinci 1521 napsal též německý výtah tohoto Pojednání a věnoval jej vrchnímu důlnímu a mincmistrovi v Jáchymově, neboť dobře znal poměry tamějších horníků a věděl o jejich častém plicním onemocnění. Téhož roku napsal latinské Pojednaní o moru, ze kterého rovněž vytvořil výtah v němčině a vydal jej v roce 1530.

## Podobizny
Z roku 1526 existuje dochovaná Prayerova podoba na dvou stříbrných medailích, které dal odlít hrabě Štěpán Šlik ve své mincovně. Autorem podobizny je Matthias Schilling. Prayerovy medaile poprvé zaznamenal známý karlovarský lékař Jean de Carro (1770–1857), který si medaile vypůjčil ze sbírky ve Vídni a nechal podle nich výtvarníkem J. A. Drdou vypracovat jejich kresby a odlitky.

## Odkaz lékaře
Václav Payer z Lokte zemřel mezi 11. a 17. březnem roku 1537. Měl úzký vztah ke Karlovým Varům. Jeho spis o těchto lázních se stal důležitým tiskovým materiálem. Až do té doby se vřídelní voda využívala výhradně k dlouhodobým koupelím. Po vydání tohoto traktátu bylo známo, že dlouhodobé koupele v horké minerální vodě nejsou zdraví prospěšné. Na základě svých zjištění a též zkušeností karlovarských lékařů, doporučil minerální vodu pít. Léčebné cykly, které ve spisu navrhl, se s úspěchem stále praktikují.

## Galerie

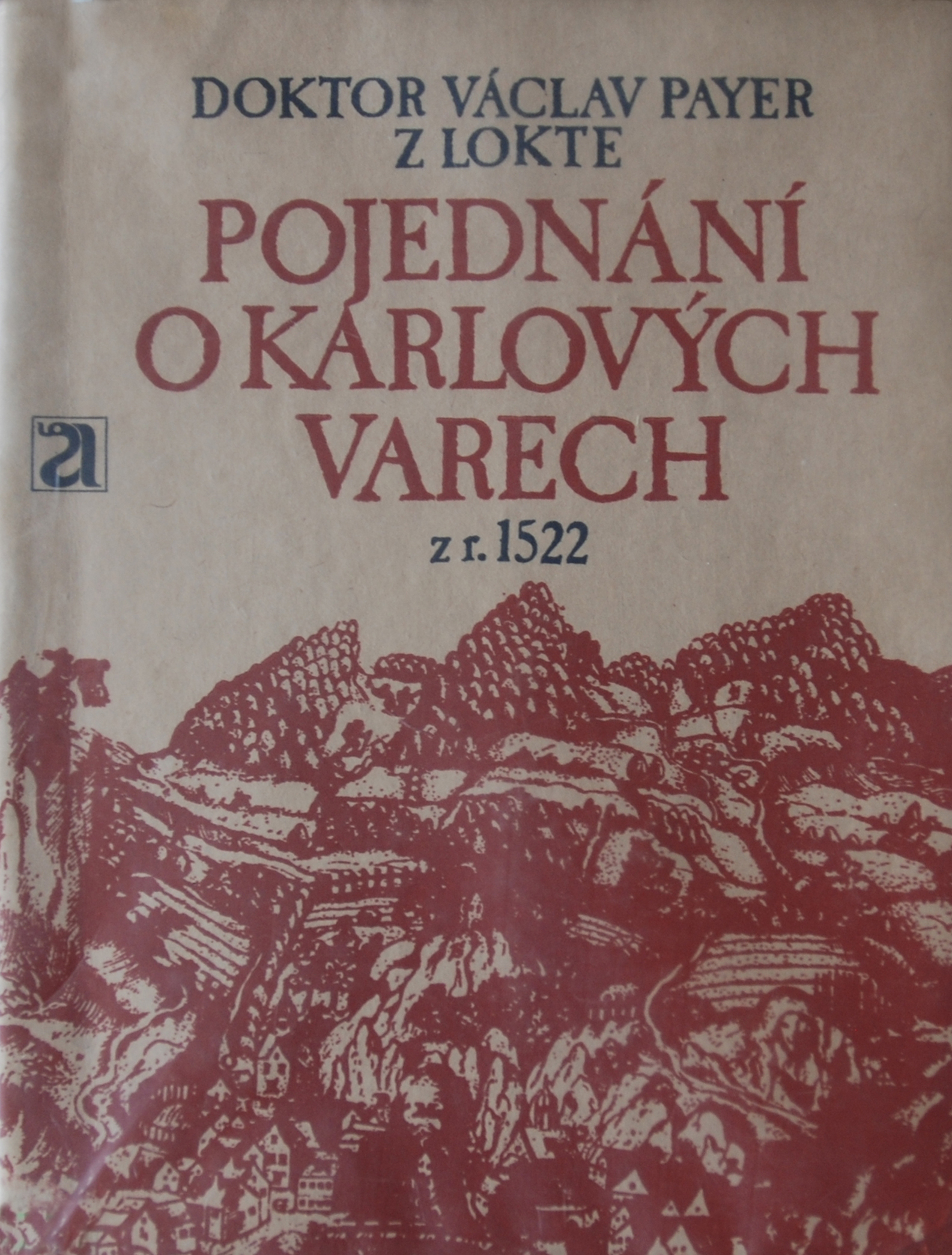
Pojednání o Karlových Varech z roku 1522 v překladu Bohumila Ryby z roku 1984
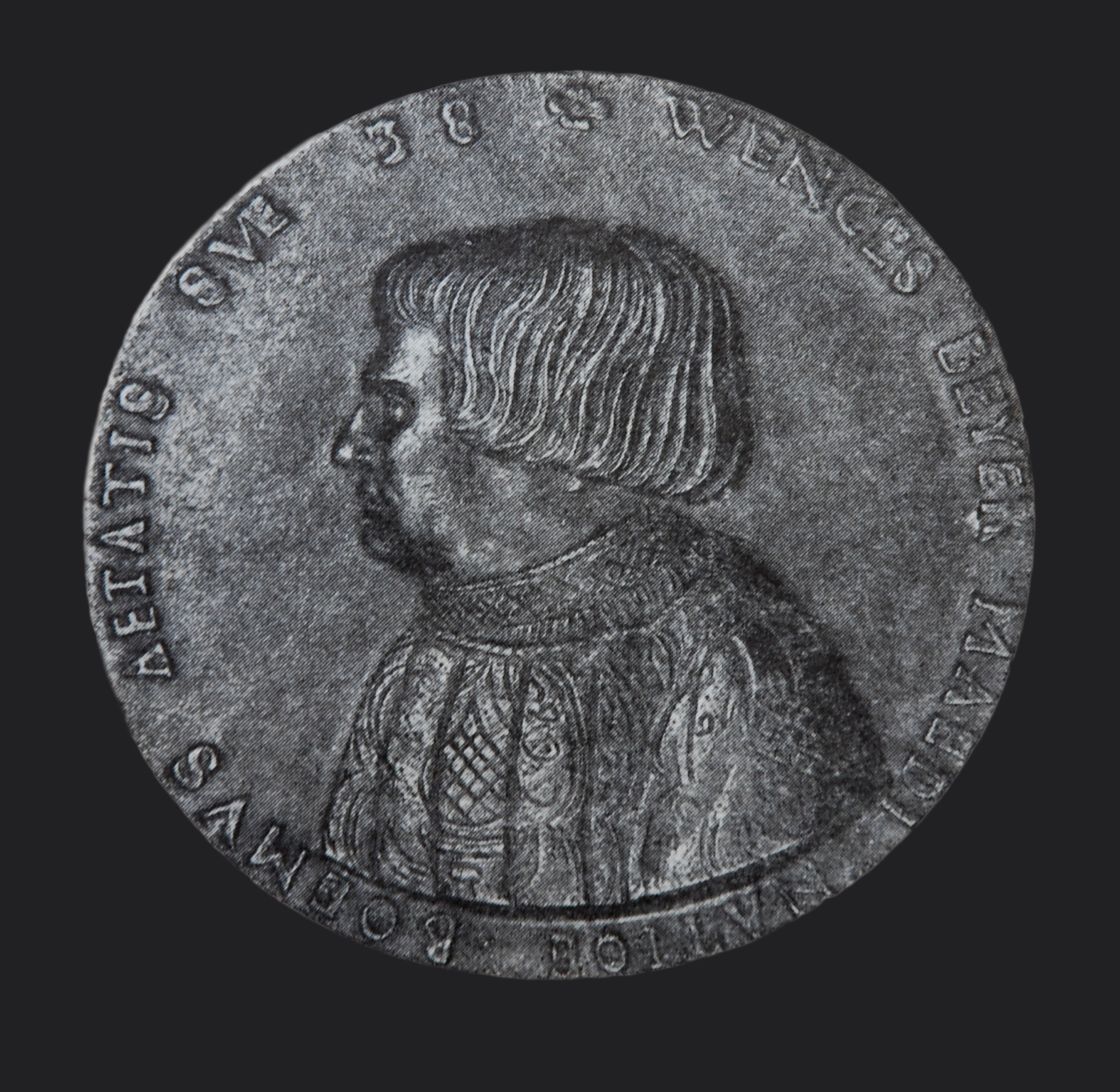
Avers pamětní medaile Václava Payera z roku 1526
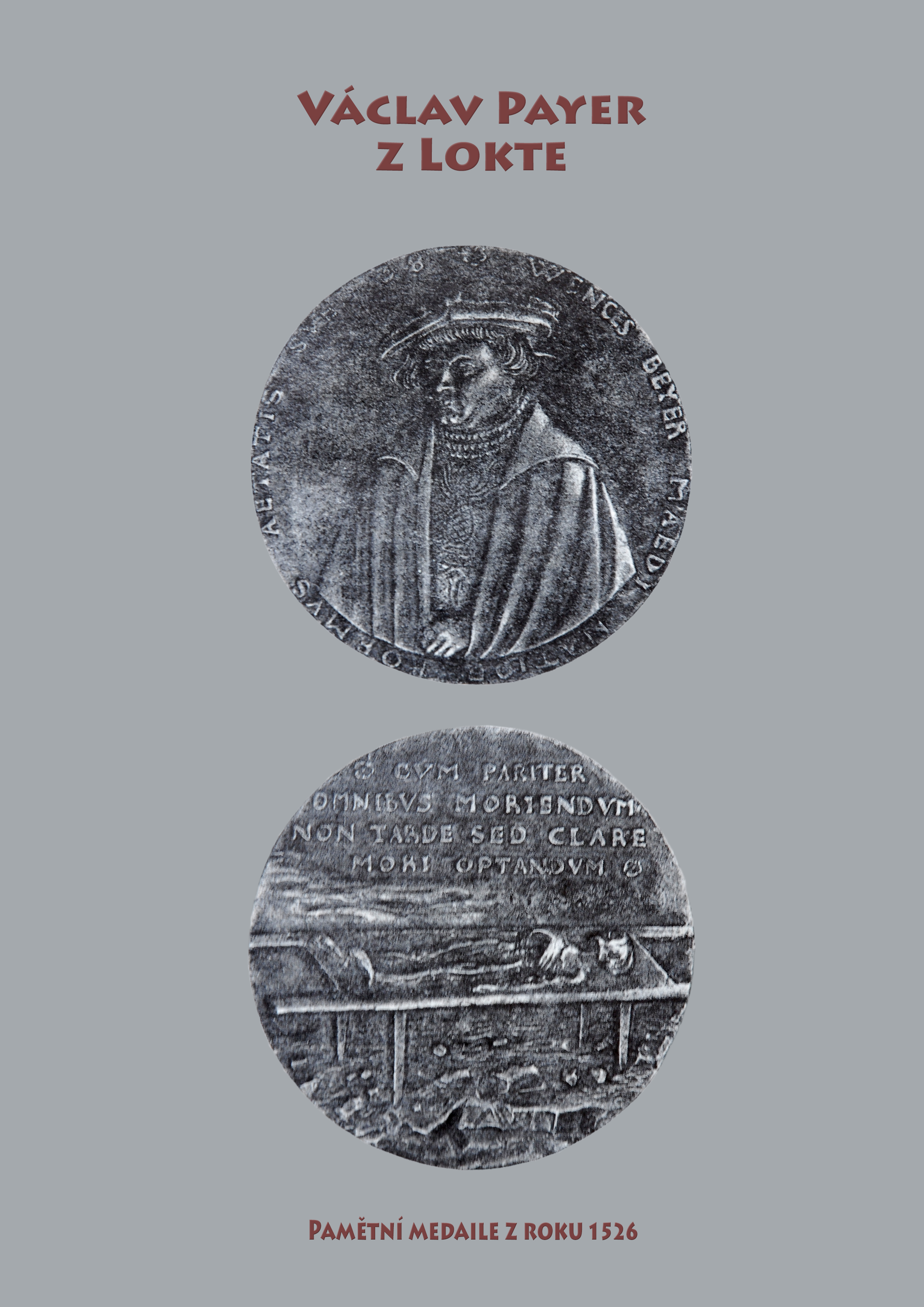
Pamětní medaile Václava Payera z roku 1526, avers i revers
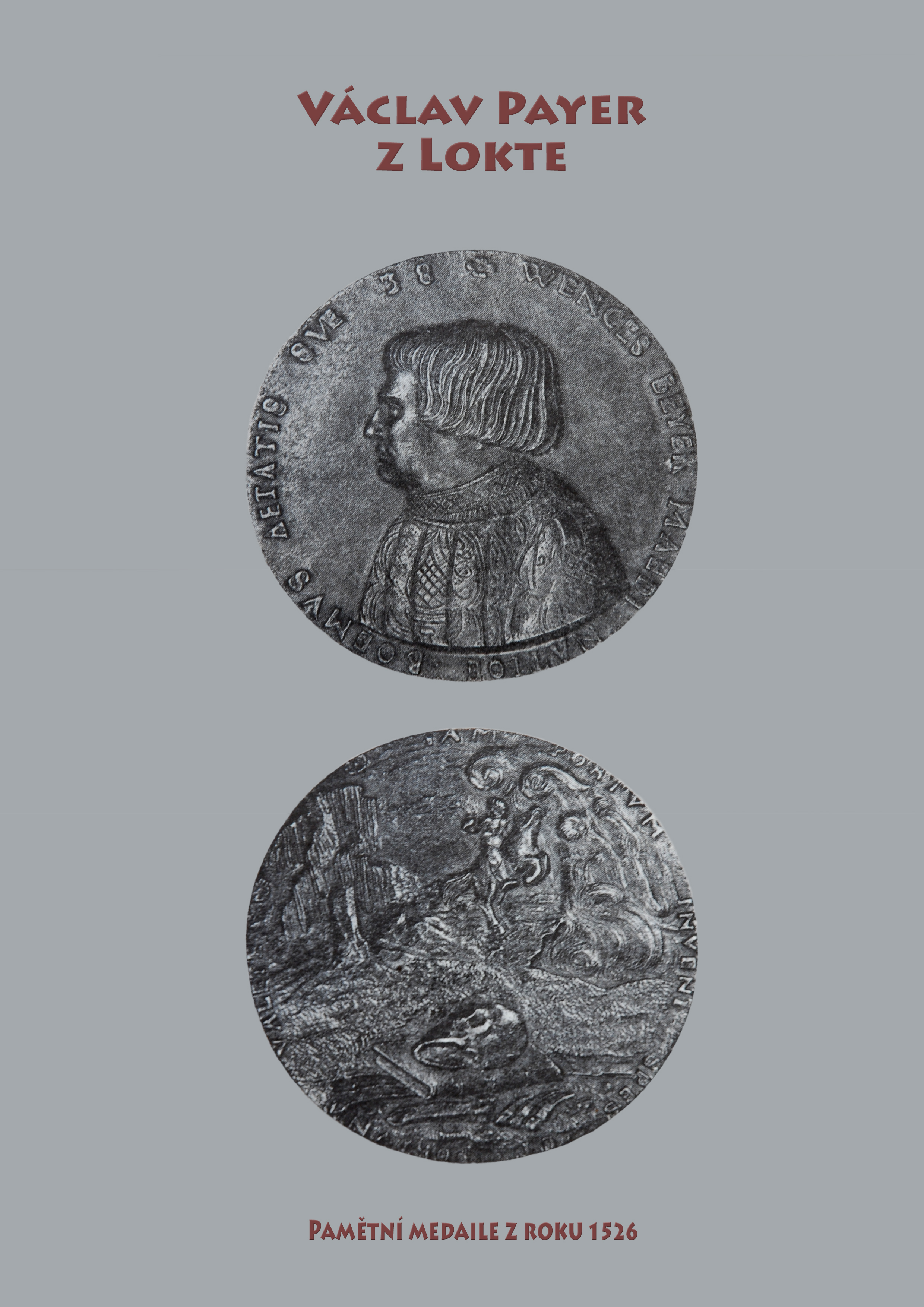
Pamětní medaile Václava Payera z roku 1526, avers i revers